# Carles&Sofia Piano duo
Carles & Sofia piano duo est le nom du duo de piano formé par Carles (Carlos) Lama, né à Gérone le 26 février 1970 et Sofia Cabruja, née à Gérone le 11 mai 1965.
Carles et Sofia ont commencé à jouer ensemble en 1987 ; pendant leur carrière ils ont offert des récitals pour piano à quatre mains et des concertos pour deux pianos et orchestre en Europe, en Amérique et en Asie.

## Les premières années
Carles Lama et Sofia Cabruja ont commencé leurs études dans leur ville natale, Gérone, et ont obtenu le diplôme supérieur à Barcelone, au  Conservatori Superior de Música del Liceu.
En 1992, ils ont reçu une bourse pour étudier à l'étranger et ont été inscrits d'abord à l'École Normale de Musique de Paris, et plus tard dans la Hartt School (University of Hartford, Connecticut). Au cours de ses études universitaires aux États-Unis, chaqu'un a reçu sa bourse. Les deux maîtres qui, selon eux, ont exercé une plus grande influence dans le duo sont la pianiste russe Nina Svetlanova et le pianiste brésilien Luiz de Moura Castro.

## L'activité artistique
La première apparition publique en tant que duo de Carles et Sofia a eu lieu en 1987, et depuis ils ont développé une carrière artistique internationale avec des récitals dans des nombreux pays en Europe, Amérique et Asie.

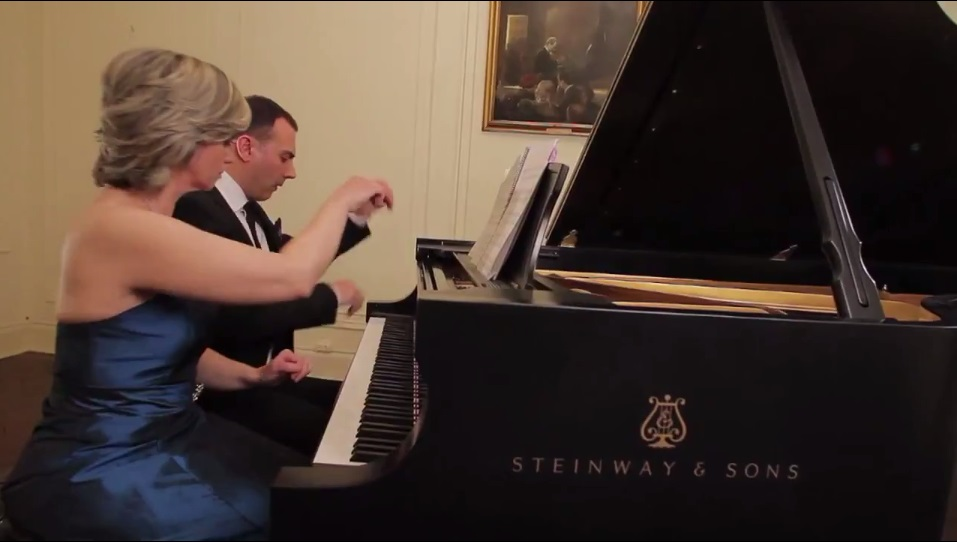
Carles&Sofia en jouant

Ils se sont produïts au Carnegie Hall (New York), en février 2011, où ils ont présenté un programme qui comprenait La Valse de Maurice Ravel; Jin Mao Tower (Shanghai), en mars 2007, dans un récital à quatre mains avec l'inclusion d'œuvres espagnoles d'Albéniz et Falla; ou Teatro Solis de Montevideo, en Uruguay, où ils ont été invités à présenter un programme d'œuvres de l'Amérique latine de Guastavino, Aceves et Basomba.
Carles et Sofia ont aussi joué  des concerts pour deux pianos et orchestre ou pour piano à quatre mains et orchestre:
En 2004, ils ont joué le Concerto pour deux pianos BWV 1060 par Johann Sebastian Bach avec l'Orchestre Symphonique National de la Malaisie, au Yayasan Seni Berdaftar, à Kuala Lumpur.
En 2007, ils ont offert en première le Concerto pour piano à quatre mains par Thomas McIntosh avec la London City Chamber Orchestra, et en septembre 2011, ils ont joué le Concerto en ré mineur pour deux pianos et orchestre de Poulenc avec le State Hermitage Orchestra, au Tzar’s Village Music Festival
Carles et Sofia ont en plus pris part à des événements et des projets spéciaux: En 2012, ils ont été invités à participer au Bach Marathon, qui s'est développé à la Maison Internationale de la Musique à Moscou, où ils ont offert le Concerto pour trois pianos et orchestre en Ré majeur BWV 1063 de Bach, et le Concerto pour 4 pianos et orchestre en la mineur BWV 1065.
En 2013, ils ont aussi été invités à participer au cycle de concerts "Beethoven Symphonies in Chamber Arrangements"  dans la  Fundación Juan March à Madrid, où ils ont interprété   les 3e et 4e symphonies, adaptés pour piano à quatre mains.

## Répertoire
Le répertoire de Carles & Sofia s'étend depuis Bach jusqu'au XXIe siècle, comprenant les grandes œuvres pour piano et transcriptions à quatre mains pour orchestre, avec une prédilection particulière par le répertoire de compositeurs français, russes et allemands,.
Dans la plupart de leurs concerts ils jouent de la musique espagnole avec des œuvres d'Albeniz et Falla,.
Carles et Sofia ont développé une relation étroite avec des nombreux compositeurs contemporains tels que John Carmichael et Daniel Basomba qui, après avoir entendu le duo, ont créé et dédié des œuvres pour eux.

## Premières mondiales

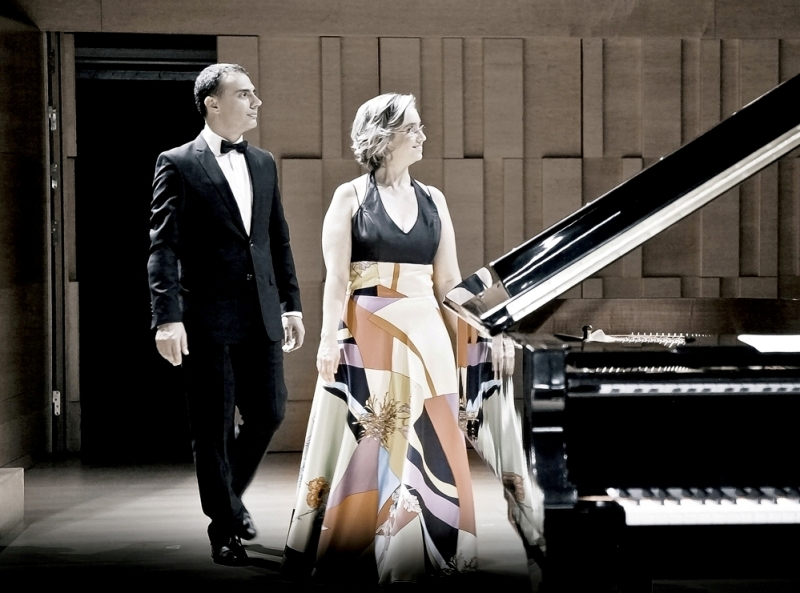
Carles&Sofia sur scène

### John Carmichael (Australie)
- Latin American Suite: En première à Londres, en 2001.
- Bravura Waltzes: En première à Barcelone, en 2005.
- Hommages: En première à Moscou, en 2013[16].

### Thomas McIntosh (US)
- Concerto pour piano à quatre mains et orchestre: En première à Londres avec la London City Chamber Orchestra, en 2008[7].

### Daniel Basomba
- Three Studies for piano four hands : En première à Gérone, en 2002. Dédié à Carles & Sofia Ed. Boileau.
- Los Secretos del Búho : Créé à Portugal, en 2007
- Don Quichotte  (Poème symphonique pour piano à quatre mains) En première en Malaisie en 2005, pour célébrer le 400e anniversaire de la publication de Don Quichotte de Cervantes[17].
- TNT (Toccata-Nocturno-Toccata) : En première à Gérone, en 2010.

### Françoise Choveaux
- Concerto Catalan pour piano à quatre mains et orchestre: En première à Sant Pere de Rodes, Gérone en 2009[18].

## Discographie et enregistrements
Carles&Sofia enregistrent pour la maison de disque KNS-Classical

### Liste des enregistrements (CD)
- Schubert, Schumann (1995) : CD piano solo de Sofia Cabruja. Comprend "Impromptus" op.90 de Schubert et "Waldszenen" op. 82 de Schumann. Anacrusa musique. Réédité par KNS-Classical.
- Brahms, Schubert, Debussy (1996) : Comprend Valses op. 39 de Brahms, Polonaises op. 75 de Schubert et la "Petite Suite" de Debussy. Ars Harmonica. Réédité par KNS-Classical.
- Chopin(1997): CD piano solo de Carles Lama. Comprend un récital de Chopin, avec des Polonaises, des Valses, des Nocturnes et des Ballades. Ars Harmonica. Réédité par KNS-Classical.
- Schubert, Brahms, Dvorák(2001) : Comprend Fantaisie en fa mineur de Schubert, variations de Brahms sur un travail de Schumann et trois danses slaves de A.Dvorak. Réédité par KNS-Classical.
- Fauré, Rachmaninoff, Montsalvatge, Basomba (2003) : Comprend Dolly de Faure, la Suite op. 11 de Rachmaninoff, "Trois Divertimentos" de Montsalvatge et trois études pour piano à quatre mains de Basomba dédiés à Carles et Sofia. Publié par KNS-Classical.
- Fantasias for four hand de John Carmichael (2005) : œuvres complètes pour quatre mains réalisées par le compositeur australien, la plupart écrites pour Carles & Sofia. Publié par KNS-Classical.
- El piano solista (2009) : Enregistrement en direct au "Centro Cultural de España", à Montevideo, en Uruguay. Comprend "Impresiones de España op. 116" d'Aceves en un piano Steinway & Sons historique. Publié par "Centro Cultural de España".
- Golden Recordings(2012) : En commémoration du 25e anniversaire du duo. Publié par KNS-Classical.
- Spanish Essence (2014) : y comprenant 4 pièces de la "Suite Española" d'Albéniz et Deux Danses de "La vida breve" de Manuel de Falla et autres œuvres de Moszkowski et Lecuona. KNS-Classical.

Carles & Sofia piano duo ont en plus enregistré pour ABC Classic FM,, Catalunya Música,, Radio France et Radio Prague, médias radiophoniques où ils ont été interviewés avec la diffusion de sa musique en direct et en CD.

## Master classeset conférences
Carles et Sofia combinent l'interprétation et l'enseignement en offrant des Master-Classes et des conférences dans des différents pays d'Europe, d'Amérique et d'Asie.
Voici une sélection de master classes et des conférences:
En 2001, à Tokyo, au Steinway Hall, ils ont donné une conférence sur la musique espagnole.
En 2005, à Kuala Lumpur, ils ont présenté un atelier sur la musique et la littérature, en rapport avec la commémoration du 400e anniversaire de la publication de "Don Quichotte" de Cervantes.
En 2009, à Singapour, ils ont donné une master class au Conservatoire de musique Yong Siew Toh et au NAFA (Nanyang Academy of Fine Arts), en octobre.
En avril 2013, ils ont offert une master-class   à l'Université du Texas à Arlington.
En juin 2013, en Italie, Carles a donné une conférence sur "La technique au service de l'art".

## Directeurs Artistiques
Carles et Sofia ont agi comme directeurs artistiques et ont fondé plusieurs cycles de concerts et festivals.
- Festival de Musique de Sant Pere de Rodes, qui a lieu à Sant Pere de Rodes (Port de la Selva) de 2001 à nos jours[32],[33].
- Festival de musique de Besalú: Monastère de Sant Pere, Besalú (de 2002 à 2012)[34]
- Cycle Hammerklavier: un cycle de récitals de piano à Barcelone[35] (2004 à 2009) et à Gérone[36](2003 à 2010).
- Cycle Liederkreis: un cycle de récitals de lieder à Gérone[37], avec la traduction des poèmes en catalan (2003 à 2010).

## Prix et distinctions

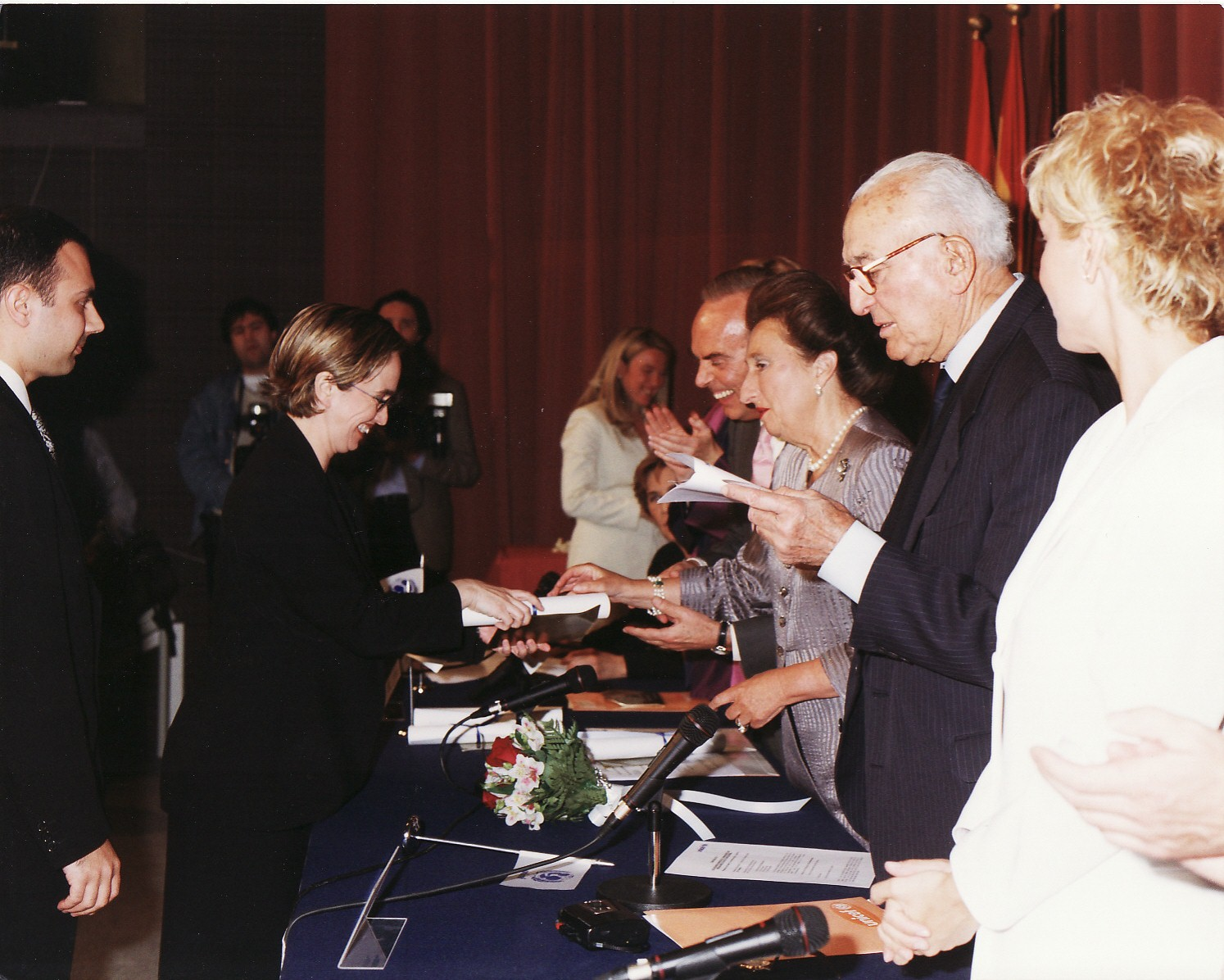
Carles and Sofia en recevant le prix UNICEF de Margarita de Borbón

En 2001, à Madrid, après un cycle de concerts bénéfiques, Son Altesse Royale Margarita de Borbon, a attribué à Carles et Sofia une distinction honorifique    de l'UNICEF en reconnaissance de leurs efforts humanitaires.
En 2012, en coïncidence avec leur 25e anniversaire, ils ont été reconnus comme artistes Steinway. Cette distinction accordée aux pianistes plus renommées, a été attribué  à des légendes comme Arthur Rubinstein et Sergei Rachmaninov or Alicia de Larrocha.

## Philanthropie et Mentoring
En 2010, Carles et Sofia ont fondé "Concerts4Good: Music on a Mission" un projet pour promouvoir la solidarité entre les êtres humains, à travers le pouvoir émotionnel de la musique. Concerts4Good sont des cycles internationaux de concerts solidaires qui ont lieu dans des pays et villes diverses. La première édition de Concerts4Good a eu lieu en janvier 2013 à Porto (Portugal).
Carles et Sofia jouent aussi le rôle de mentors de quelques jeunes musiciens talentueux en les guidant par le chemin de la musique.